# Dänische Dialekte

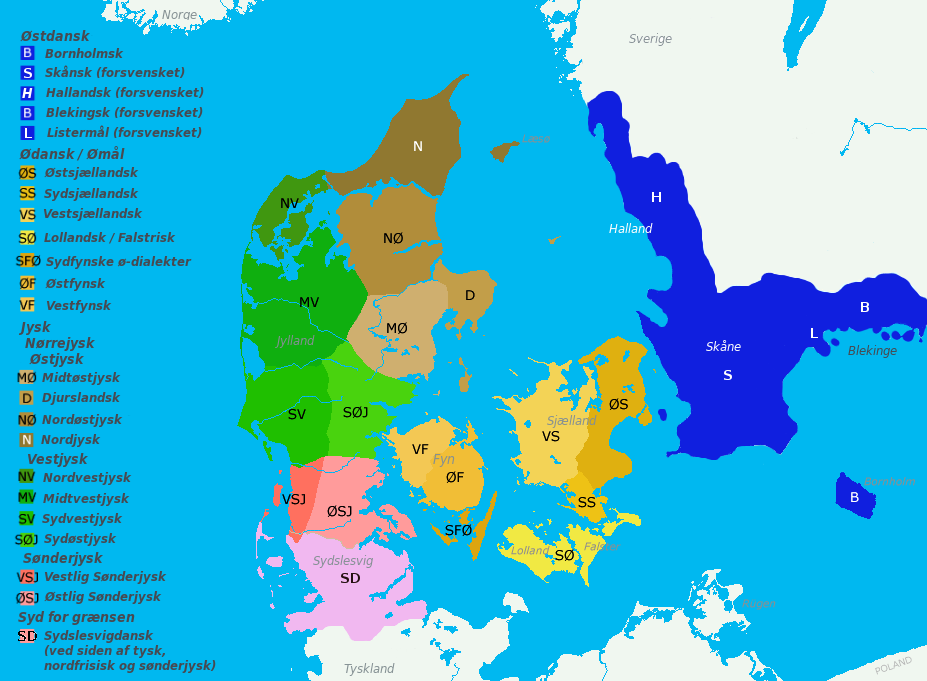
Verbreitung dänischer Dialekte

Die dänischen Dialekte (dän. folkemål „Volkssprachen“) sind eine Subgruppe des Dänischen. Sie unterscheiden sich zum einen von der Standardsprache und zum andern untereinander in Lautung, Wortschatz und Grammatik.

## Dialekte
Die Varianten des Dänischen sind von der Dialektforschung gut aufgezeichnet. Sie werden in drei Hauptgruppen sowie mehrere Untergruppen eingeteilt:

### Inseldänisch
Ømål oder ødansk.
(Anmerkung: Die Bezeichnung „Ostdänisch“ wird für die weiter östlich gelegenen Dialekte auf Bornholm und in den ehemals zu Dänemark und heute zu Schweden gehörenden Regionen Schonen, Halland und Listerland/Blekinge verwendet.)
- Seeländisch (sjællandsk) auf Seeland
- Fünisch (fynsk) auf Fünen mit umliegenden Inseln
- Lolländisch (lollandsk) auf Lolland
- Falstringisch oder Falsterisch (falstersk oder falstringsk) auf Falster

### Jütisch
Jysk, ältere Schreibweise jydsk.
- Norderjütisch oder nördliches Jütisch (nørrejysk). (Nørrejylland ist eine alte Bezeichnung für Jütland nördlich der Königsau.)
  - Westjütisch (vestjysk)
  - Nordjütisch (nordjysk)
  - Ostjütisch (østjysk)
- Südjütisch (sønderjysk), auch südlich der dänisch-deutschen Grenze gesprochen

### Ostdänisch
Østdansk
- Bornholmisch (bornholmsk) auf der dänischen Insel Bornholm

Zum Ostdänischen werden in der dänischen Dialektologie traditionell auch die heute meist als südschwedisch beschriebenen Dialekte in den bis 1658 dänischen Regionen in Skåneland gerechnet:
- Schonisch (skånsk) in Skåne
- Halländisch (hallandsk) in Halland
- Listermålet in Listerland im westlichen Blekinge

## Reichssprache und Kopenhagenisch
Die Schriftsprache Reichsdänisch (rigsdansk) gehört zur seeländischen Gruppe, wenn sie auch ursprünglich aufgrund des Seeländischen und Schonischen entwickelt wurde. Heute diskutiert man darüber, ob es eine genau definierbare Variante gibt, die man Reichssprache nennen kann. Von der Mehrheit der Dänen werden heute der Schriftsprache nahestehende Varianten gesprochen, die mehr oder weniger deutliche regionale Färbungen aufweisen.
Bei Københavnsk, dem Dialekt, der in Kopenhagen gesprochen wird, unterscheiden Sprachforscher zwischen den Soziolekten hoch- und volkskopenhagenisch (høj- bzw. lavkøbenhavnsk). Erstere ist die Sprache, die traditionell im Radio, Fernsehen und von der gebildeten Schicht gesprochen wurde, allerdings sind die Grenzen nicht so erkennbar wie früher. Die Sprache der Königin stellt noch ein Beispiel einer relativ gut erhaltenen hochkopenhagenische Aussprache dar. Auch kann man in den wohlhabenden Stadtteilen nördlich Kopenhagens die hochkopenhagenische Aussprache noch gut spüren. Die Ausbreitung „volkskopenhagenischer“ Neuerungen ins ganze Land hinaus wurde von vielen Soziolinguisten festgestellt. Dabei verbreiten sich diese Veränderungen zunächst in den größeren Städten, besonders auf Seeland, und dann in kleineren Orten und in die Landgebiete hinaus. Das Phänomen wurde urban jumping genannt.

## Merkmale der Dialekte

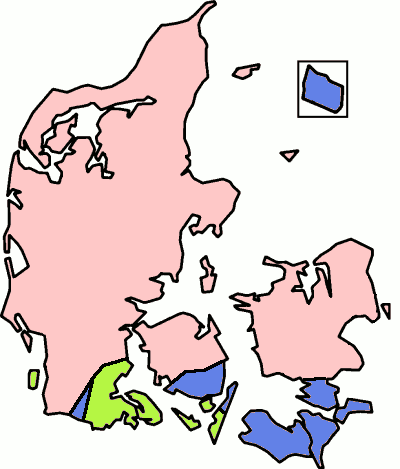
Stoßton
Tonaler Akzent
Weder noch

### Intonation
Inseldänisch und Jütisch unterscheiden sich vor allem in Hinblick auf die Intonation. Jütisch hat den hohen Ton auf der betonten Silbe und den niedrigen Ton auf der nichtbetonten Silbe. Dabei schließt es sich dem für die meisten europäischen Sprachen üblichen Muster an, jedoch ist die Wortmelodie etwas ausgeprägter. Inseldänisch und Bornholmisch haben, wie Schwedisch und Ostnorwegisch, die umgekehrte Variation: niedriger Ton auf der betonten Silbe und hoher Ton auf der nichtbetonten Silbe.
Nur in einem Gürtel entlang der südlichen dänischen Inseln sowie in den heute zu Schweden gehörigen Landschaften ist der skandinavische Zweisilbenakzent (tonale Akzent) beibehalten; dafür gibt es in diesen Gebieten den typischen dänischen Stoßton nicht.

### Apokope
Im Ostdänischen ist die ursprüngliche Endung -a in vielen Wörtern beibehalten, im Inseldänischen wurde sie auf -e (Schwa) abgeschwächt, während sie im Jütischen verschwunden ist (Apokope). Daher treten viele zweisilbige Wörter in Jütland einsilbig auf, was auch bei Sprechern einer regional gefärbten Variante der Hochsprache deutlich ist.

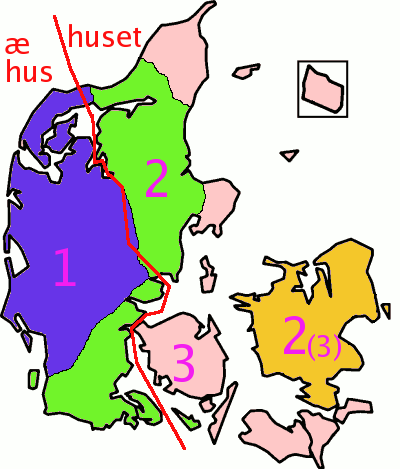
Westlich der Linie: vorangestellter Artikel, östlich: nachgehängter Artikel. Die Zahlen geben die Anzahl der Genera an; Seelandisch hat erst in neuester Zeit von drei zu zwei Genera gewechselt.

### Syntax
Eine bedeutende Dialektgrenze in Dänemark bildet die Position des bestimmten Artikels. Im östlichen Jütland sowie auf den Inseln wird dieser dem Hauptwort nachgehängt, wie in den anderen skandinavischen Sprachen auch. Im Westen und Süden Jütlands wird er dagegen vor das Hauptwort gesetzt, wie in den meisten europäischen Sprachen. So heißen der Mann und das Haus im Osten Dänemarks manden bzw. huset, während man in West- und Süderjütland æ mand und æ hus sagt; auch wird hier nicht zwischen geschlechtlich (Utrum) und sächlich (Neutrum) unterschieden.
Im Reichsdänischen unterscheidet man zwischen zwei Genera (Utrum und Neutrum), die in den Artikeln en bzw. et ihren Ausdruck finden. In Nordjütland, Ostjütland und in den meisten Dialekten der Inseln werden oder wurden die ursprünglichen drei indogermanischen Genera beibehalten; hier kommen die Artikel in (männlich), en (weiblich), et (sächlich) vor.
Im Westjütischen hingegen wurde ein eigenes System entwickelt, das nur ein einziges Genus kennt. Stattdessen unterscheidet man zwischen zählbar-individuellen Begriffen und unzählbar-stofflichen: Das dänische Wort træ bedeutet auf Deutsch sowohl Baum als auch Holz; im Osten Dänemarks und in der Hochsprache heißt es immer det træ „jener Baum, jenes Holz“, auf Westjütisch jedoch bedeutet den træ „jener Baum“ und det træ „jenes Holz“.

### Wortschatz
Die relativ großen regionalen Unterschiede im Wortschatz haben sich heute nur in den ausgeprägtesten Dialekten erhalten. Jedoch gibt es noch erkennbare jütische Regionalismen wie z. B. glad ved statt glad for (≈ an etwas froh bzw. über etwas froh). Ein Wort wie træls (≈ mühsam, ermüdend) wird von Kopenhagenern immer wieder als typisch jütisch empfunden, obwohl es eigentlich spezifisch aus Ostjütland kommt. Allerdings ist das Wort allmählich in die Standardsprache aufgenommen worden, wohl weil es zuvor keinen zutreffenden Begriff gab.
Das Pronomen ich hat drei Hauptformen, die jeweils zu den drei großen Dialektgruppen gehören: jeg oder je auf den Inseln; jag oder ja im Ostdänischen; a in Jütland, jedoch æ in Süderjütland und in der nordwestlichen Gegend Thy. Diese drei Formen gehen alle auf gemeingermanisch ek zurück, waren jedoch schon in den ältesten Runeninschriften in Schonen als jak, auf Seeland als jæk und in Jütland als ak bzw. æk erkennbar. Sprechern einer lokalen Variante der Hochsprache fällt es oft schwer, ihr angewöhntes a oder æ abzulegen (zum Vergleich: ähnlich wie in norddeutscher Umgangssprache, wo ick gut erhalten ist).
Die häufige Auffassung, dass Sønderjysk sehr vom niederdeutschen Wortschatz beeinflusst sei, lässt sich nicht eindeutig bestätigen. So findet man etwa Wörter wie gevyrts (≈ Gewürz) und den erst im 20. Jahrhundert verbreiteten Gruß mojn. Einige dieser Wörter kamen mit dem deutschen Schulunterricht (1864–1920) in die Umgangssprache, sind aber jetzt einer aussterbenden Generation zuzuordnen. Andererseits hat Sønderjysk auch alte skandinavische Wörter erhalten, die im Reichsdänischen teilweise von deutschen Lehnwörtern abgelöst wurden, z. B. fikk (≈ Tasche, schwedisch ficka, reichsdänisch lomme), grander (≈ klug, reichsdänisch klog, älter dänisch gran, isländisch grannur), snel (≈ freundlich, reichsdänisch flink, schwedisch snäll, isländisch snjall).

## Dialektgebrauch heute
Während um 1950 noch die Mehrheit der Dänen einen Dialekt sprachen, sind die klassischen Mundarten heute zurückgegangen. Die meisten Menschen sprechen eine Variante der Hochsprache, jedoch keinesfalls ohne regionale Färbung. Eine Ausnahme stellt jedoch das Kopenhagenische dar, da es seit vielen Jahrzehnten die sprachliche Entwicklung im ganzen Land dominiert sowie zunehmend die Standardsprache selbst beeinflusst. Daher ist es auch schwierig, heute das Kopenhagenische unter die klassischen Dialekte einzustufen.
Noch wird in den am weitesten von den Großstädten gelegenen Gebieten häufig Dialekt gesprochen, besonders in Süderjütland, Westjütland, Nordjütland und auf Bornholm. Das sind auch die Dialekte, die sich am stärksten von der Hochsprache unterscheiden. Viele Menschen verfügen über mehrere, klar getrennte Varianten, sodass sie in der Familie Dialekt sprechen, aber in der Schule oder auf der Arbeit eine dem Reichsdänischen angenäherte Sprache. Bei manchen anderen entsteht eher eine Mischsprache.
In der Schule und in Medien wurden Dialekte bis heute völlig ignoriert. Noch in den 1960er Jahren wurden aus Jütland kommende Studenten bei der Universität Kopenhagen aufgefordert, einen Kurs zum Einüben der korrekten Hochsprache zu belegen. Seit den 1990er Jahren gibt es jedoch Bestrebungen, die Dialekte zu erhalten. In Süderjütland (Nordschleswig) wurde Æ Synnejysk Forening zu diesem Zweck errichtet. Aufgrund ihrer Initiative wird auf einigen Schulen Sønderjysk als Wahlfach angeboten.

## Außerhalb Dänemarks

### Südschleswig
Im grenznahen Bereich Schleswig-Holsteins wird in einigen Kirchspielen noch die angestammte südjütische Mundart (Sønderjysk) gesprochen. Dabei gibt es keine Verbindung zwischen nationalem Bekenntnis und Sprache; besonders früher kam es durchaus vor, dass Deutsche Dänisch sprachen und umgekehrt. Vom größten Teil der dänischen Südschleswiger wird heute die dänische Hochsprache gesprochen; innerhalb der Familie und im Alltag meistens auch Hochdeutsch oder zum Teil Niederdeutsch oder Nordfriesisch. Die in Südschleswig gesprochenen Variante des Dänischen wird als Sydslesvigdansk (Südschleswigdänisch) bezeichnet. Hierbei ist zu beachten, dass das Südschleswigdänische nicht als Variante des südjütischen Dialektes, sondern als Variante des Standarddänischen mit leichter regionaler Färbung und vielen Germanismen im Wortschatz zu sehen ist. Es ist insofern mit der dänischen Sprache auf Grönland vergleichbar.
Die südjütische Mundart wurde im Mittelalter noch bis südlich von Husum und Eckernförde gesprochen, wie noch an Ortsnamen erkennbar ist; im Laufe der Jahrhunderte fand ein Sprachwechsel zum Nieder- und Hochdeutschen statt. In Angeln und Schwansen im südlichen Schleswig war bis zum Sprachwechsel im 19. Jahrhundert Angeldänisch als Umgangssprache verbreitet, auf der Schleswigschen Geest um Viöl bestand lange noch eine Sprachinsel (Fjoldemål), wo viele Merkmale einer älteren Sprachenstufe sich erhielten, seitdem sie in Dänemark verschwunden waren.

### Ostdänisch bzw. Südschwedisch
Die Dialekte östlich des Öresunds (einschließlich Bornholms) werden in der dänischen Dialektologie traditionell als ostdänisch, in der schwedischen Tradition hingegen als südschwedisch bezeichnet. Linguistisch liegt diese doppelte Terminologie darin begründet, dass die Dialekte Merkmale sowohl des Dänischen wie des Schwedischen aufweisen, und der historische Hintergrund ist, dass die vormals dänischen Landschaften Halland, Schonen und Blekinge erst seit 1645 beziehungsweise seit 1658 zu Schweden gehören.
Das Schonische ist heute stark vom Schwedischen beeinflusst. Der Ausdruck steht heute für zwei zu unterscheidende Sprachvarianten:
- Die schonische „Regionalsprache“ ist eine sehr ausgeprägte Variante der schwedischen Hochsprache, in der die herkömmliche dialektal-schonische Lautung deutlich zu hören ist, wogegen der spezifische Wortschatz stark zugunsten des schwedischen Vokabulars zurückgetreten ist. Sie ist so stark verankert, dass sie selbst in den Städten den Vorrang vor der reichsschwedischen Aussprache genießt.
- Die traditionelle schonische Mundart, die von der Landbevölkerung bis etwa 1950 noch relativ ungestört gesprochen wurde, hat hingegen nicht nur die dialektal basierte Lautung, sondern auch den mehr dänisch orientierten Wortschatz beibehalten. Sie ist heute am meisten im Südwesten und Südosten (Österlen) Schonens verbreitet.

### Färöer und Grönland
Wenn auch die dem dänischen Königreich angehörigen Gebiete ihre eigene Landessprachen haben, wird in den Schulen Dänisch als erste Fremdsprache unterrichtet. Insbesondere haben auch manche ethnische Grönländer Dänisch als Muttersprache und nur geringe Kenntnisse des Grönländischen, besonders in Nuuk. Das auf Grönland gesprochene Dänisch lässt sich nicht als Dialekt einstufen; dänische Ansiedler sprechen ihre angewöhnte Variante (meistens der Hochsprache nahe) und Grönländer die Hochsprache, wie sie in der Schule gelernt oder in Kopenhagen gesprochen wird. Dabei werden häufig grönländische Wörter benutzt, um besondere Begriffe zu vermitteln.
Die dänische Variante auf den Färöern wird auch als gøtudanskt (färöisch für Straßendänisch) bezeichnet; es geht hier um eine besonders schriftnahe, von der färöischen Lautlehre beeinflusste Aussprache, die an die Sprache im Norden Norwegens erinnert.